# DeWitt Menyard
DeWitt "Slem" Menyard (Columbus, Misisipi, 24 de mayo de 1944 - South Bend, Indiana, 21 de mayo de 2009) fue un jugador de baloncesto estadounidense que disputó una temporada en la ABA, y 14 en la liga francesa. Con 2,08 metros de estatura, jugaba en la posición de pívot.

## Trayectoria deportiva

### Universidad
Jugó dos temporadas con los Utes de la Universidad de Utah, donde en su temporada júnior promedió 15,3 puntos y 11,5 rebotes por partido, lo que le valieron para ser incluido en el segundo mejor quinteto de la Western Athletic Conference.

### Profesional
Tras no ser elegido en el Draft de la NBA de 1967, fichó por los Houston Mavericks de la ABA, donde jugó una temporada, en la que promedió 9,1 puntos y 7,8 rebotes por partido, siendo elegido sorprendentemente para disputar el All-Star Game de la ABA 1968, en el que jugó 6 minutos y anotó 4 puntos.
Al año siguiente fue traspasado a los New York Nets, pero no llegó a jugar en el equipo, eligiendo fichar por el ASPO Tours de la liga francesa, donde disputó catorce temporadas, ganando dos campeonatos nacionales.

## Estadísticas de su carrera en la ABA

### Temporada regular
| Temporada | Edad | Equipo            | Liga | Pos. | P  | TIT | MIN  | TC  | TCA | %TC  | 3P  | 3PA | %3P | 2P  | 2PA | %2P  | TL  | TLA | %TL  | R.OF. | R.DEF. | REB | ASIS | ROB | TAP | PER | FP  | PTS |
| 1967-68 ★ | 23   | Houston Mavericks | ABA  | C    | 71 |     | 24.7 | 3.6 | 9.7 | .370 | 0.0 | 0.0 |     | 3.6 | 9.7 | .370 | 1.8 | 2.8 | .665 |       |        | 7.8 | 1.2  |     |     | 1.4 | 3.1 | 9.1 |
| Total     |      |                   | ABA  |      | 71 |     | 24.7 | 3.6 | 9.7 | .370 | 0.0 | 0.0 |     | 3.6 | 9.7 | .370 | 1.8 | 2.8 | .665 |       |        | 7.8 | 1.2  |     |     | 1.4 | 3.1 | 9.1 |

### Playoffs
| Temporada | Edad | Equipo            | Liga | Pos. | P | TIT | MIN  | TC  | TCA | %TC  | 3P  | 3PA | %3P  | 2P  | 2PA | %2P  | TL  | TLA | %TL  | R.OF. | R.DEF. | REB | ASIS | ROB | TAP | PER | FP  | PTS |
| 1967-68   | 23   | Houston Mavericks | ABA  | C    | 3 |     | 21.3 | 2.3 | 6.0 | .389 | 0.0 | 0.3 | .000 | 2.3 | 5.7 | .412 | 0.3 | 1.0 | .333 |       |        | 3.7 | 0.0  |     |     | 1.0 | 2.7 | 5.0 |
| Total     |      |                   | ABA  |      | 3 |     | 21.3 | 2.3 | 6.0 | .389 | 0.0 | 0.3 | .000 | 2.3 | 5.7 | .412 | 0.3 | 1.0 | .333 |       |        | 3.7 | 0.0  |     |     | 1.0 | 2.7 | 5.0 |